# یوتا تاکاهاتا
یوتا تاکاهاتا (انگلیسی: Yuta Takahata؛ زادهٔ ۱۳ سپتامبر ۱۹۹۳) بازیگر اهل ژاپن است.